# János Mogyorósy-Klencs
János Mogyorósy-Klencs (Debrecen, 31 marzo 1922 – Budapest, 22 luglio 1997) è stato un ginnasta ungherese Ha partecipato alle Olimpiadi di Londra del 1948 e alle Olimpiadi di Helsinki nel 1952.
Alle Olimpiadi di Londra 1948 ha vinto la medaglia d'argento nel corpo libero, la medaglia di bronzo nel volteggio e la medaglia di bronzo nel concorso generale a squadre.
Alle Olimpiadi di Helsinki 1952 ottenne come miglior risultato il 6º posto nel concorso generale a squadre.